# Dorian (groupe)
Pour les articles homonymes, voir Dorian.
Dorian est un groupe d'indie pop espagnol, originaire de Barcelone, en Catalogne. Son style musical est un mélange très personnel de new wave, de musique électronique, et de rock indépendant. Il est considéré comme l'un des groupes à renommée nationale et internationale dans la scène musicale espagnole actuelle, habitué aux tournées suis-américaines et européennes (France, Portugal...). Ils comptent au total quatre albums studio.
Le groupe est formé par Marc Gili (compositeur principal et parolier du groupe), Belly Hernández (piano, synthétiseurs, arrangements et voix) et Bart Sanz (basse). Ils complètent leur formation avec Lisandro Montes (synthétiseurs, guitares, arrangements et voix) et Víctor López (batterie et percussions). 
En mai 2018, Dorian sort un nouvel album intitulé Justicia universal, qui est orienté synthpop.

## Biographie

### Débuts (2002–2003)
Au début des années 2000, Barcelone était une ville qui comptait une activité musicale intense, aussi bien en matière de rock et pop que musique électronique. Marc Gili, Belly Hernández et Bart Sanz (trois musiciens liés à la scène musicale indépendante de la ville) décident de lancer un projet dont le style musical combine des éléments de new wave des années 1980 avec de la musique électronique des années 1990 et 2000. Des formations telles que Radio Futura, Nacha Pop, Aviador Dro, New Order, The Cure, The Chameleons, Dntel et The Postal Service sont parmi les premières influences du groupe.
Les débuts s'avèrent difficiles pour Dorian, un groupe qui parie sur un son basé sur le mélange de synthétiseurs et de guitares, et qui s'exprime en castillan dans une scène underground largement dominée par le rock chanté en anglais. Cependant, le groupe parvient à faire progressivement son chemin en remportant des concours, par exemple organisé par le Festival Zorrock, auquel le groupe remporte le premier prix. Les premières incursions du groupe à l'international se font dans des festivals tels que le MIFOC dans les Balkans et au Portugal (Maus Hábitos - Porto). Entre 2003 et 2004, Dorian visite également de nombreuses villes à travers l'Espagne. Cette tournée propulse le groupe dans l'enregistrement d'un premier album. 

### 10.000 metrópolis(2004–2006)
10.000 metrópolis est le titre choisi pour leur premier album. Le groupe reçoit des éloges de la presse spécialisée, et commence à s'ancrer dans la scène musicale locale. Des chansons comme Solar et Te echamos de menos (morceau inspiré de la mort d'un jeune) deviennent des succès dans la scène underground et continuent à être joués dans les clubs indépendants. Te echamos de menos est inclus dans une douzaine de compilations sorties entre 2005 et 2009.
En 2005, ce premier album est réédité sous le titre 10.000 metrópolis vs. 10.000 metrópolis remixes, dont le deuxième disque comprend des remixes de morceaux interprétés par des DJ de la scène musicale de l'époque, dont DJ Undo (Razzmatazz/The Loft), Ferenc (Nitsa - Apolo) et DJ Coco (Nitsa - Apollo). En 2006, Dorian visite les meilleurs clubs et festivals d'Espagne en tournée. Ils sont nommés pour participer au Festival international de Benicàssim, au BAM et au Primavera Sound, ainsi que d'autres événements tels que l'Expresa Pamplona, Festival do Norte, Festival Tendancias, Indirama, Low Cost, Razzmatazz, Apollo, Stereo, El Cau, etc. .), permettent au groupe de se produire devant un plus grand public, et de partager les affiches avec des artistes tels que Suede, Placebo, Frank Black et Underworld. Dans le même temps, le groupe commence à se concentrer sur l'enregistrement d'un deuxième album. 

### El Futuro no es de nadie(2007–2008)

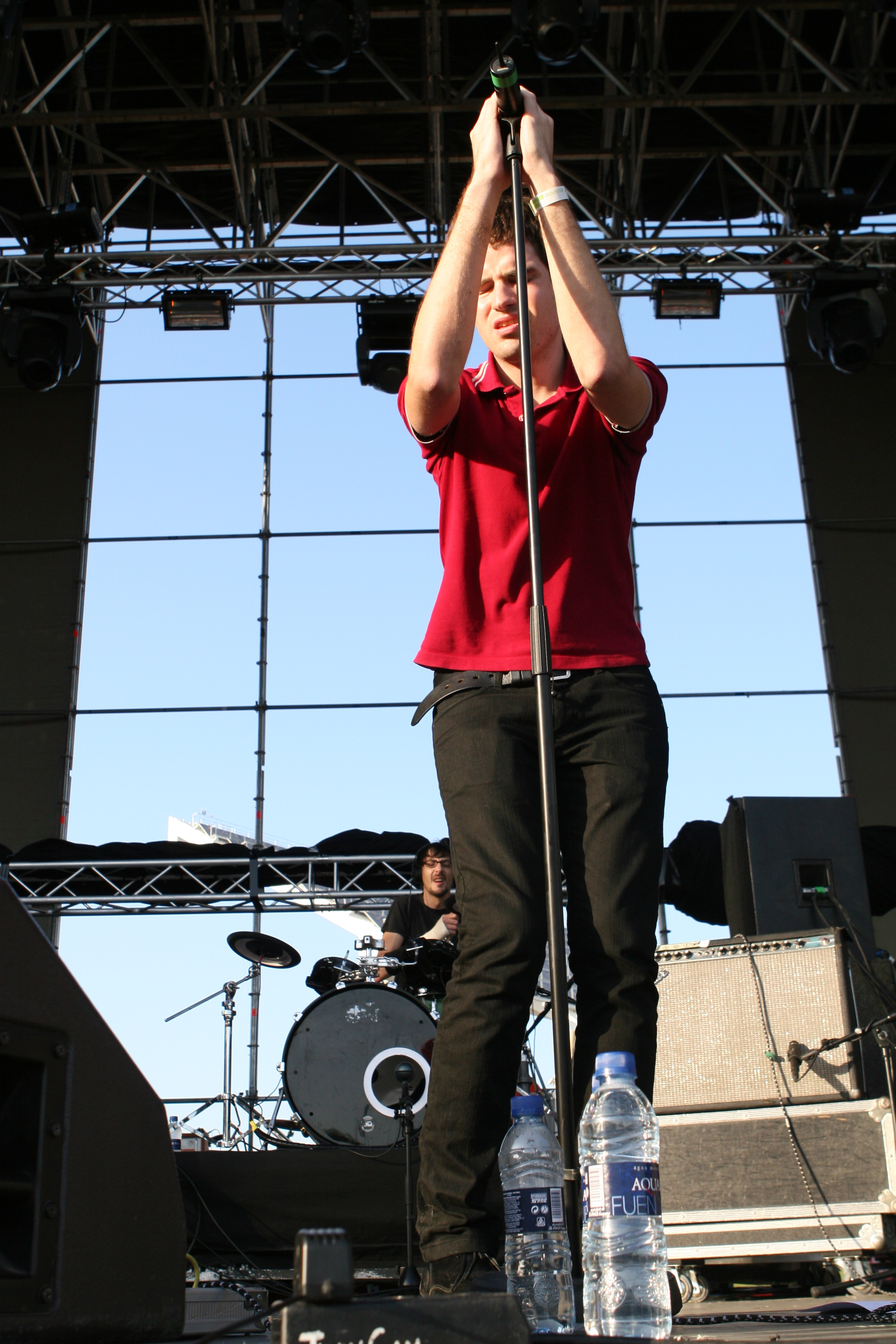
Marc, chanteur de Dorian, sur scène au Summercase 08, à Barcelone.

En 2007, Dorian publie El Futuro no de nadie, consolidant son style musical indépendant composé de mélodies électroniques et de paroles poétiques et politiquement exigeantes, dont l'objectif est le succès. Cualquier otra parte devient un hymne générationnel en Espagne, et atteint déjà des pays tels que le Mexique, le Chili, la Colombie, le Pérou et l'Argentine. Ils tournent pendant deux ans en soutien à l'album jouant 150 concerts dans des lieux et festivals en Espagne, au Portugal et aux États-Unis.

### La Ciudad subterránea(2009–2012)
Le troisième album du groupe, intitulé La Ciudad subterránea, est publié en 2009, après un processus d'enregistrement dur qui a duré huit mois. La Ciudad subterránea atteint le top 30 des ventes AFYVE et se classe troisième meilleur album en 2009 et le 32e meilleur album de la décennie par le magazine indépendant Mondosonoro.
Avec cet album, Dorian se forge une réputation en boite de nuit, et réussit à se consolider comme l'un des principaux groupes de la nouvelle scène musicale indépendante, composée de groupes qui ont réussi à aller de l'avant sans se soumettre aux intérêts commerciaux de l'industrie musicale. La Ciudad subterránea emmène le groupe au Canada, en Argentine, au Chili et au Mexique, un pays dans lequel ils apparaissent devant des milliers de spectateurs dans de nombreuses villes et événements, dont le festival Vive Latino.
Concernant les singles de La Ciudad subterránea, le groupe tourne avec le producteur Crampton, une trilogie de clips dans lesquels la même histoire d'amour entre deux jeunes est racontée. Les chansons sélectionnées pour cette trilogie de clips incluent dans l'ordre La Tormenta de arena, Paraísos artificiales et La Mañana herida. Après une longue tournée qui les conduit au Canada, en Argentine et au Chili pour la première fois, Dorian termine l'année 2009 avec quatorze concerts en Espagne et trois concerts au Mexique, où ils accompagnent Zoé et Café Tacvba, deux des plus importants groupes de la scène aztèque.
En 2010, Dorian effectue une tournée conjointe en Espagne avec Love of Lesbian, et continue à visiter le Mexique, pays dans lequel le groupe est largement estimé et fini par passer une grande partie de 2012. Par ailleurs, l'édition mexicaine de La Ciudad subterránea est éditée au label Terrícolas Imbeciles ; elle fait participer Denise Gutiérrez du groupe Hello Seahorse! sur la chanson Verte amanecer, et León Larregui, chanteur de Zoé, sur la chanson Simulacro de emergencia

### La Velocidad del vacío(2013–2015)
La Velocidad del vacío, quatrième album du groupe, est produit par Phil Vinall, connu pour son travail avec des groupes comme Placebo, Pulp, The Auteurs, Radiohead et Zoé. L'album atteint le top 11 sur l'AFYVE, restant parmi les premiers pendant plusieurs semaines, le top 30 du Promusicae, et se classe 3e sur iTunes. Il est publié dans des pays tels que la Colombie, le Mexique, l'Argentine et le Chili.
La Velocidad del vacío est enregistré et produit aux studios Fatman à Mexico. Ce travail se distingue du reste des productions du groupe par son style musical, plus analogique et direct, dans lequel l'électronique n'a plus un rôle aussi prépondérant. Los Amigos que perdí, premier single extrait de La Velocidad del vacío, est élu par la presse musicale en Espagne, au Mexique et en Colombie, l'une des meilleures chansons de 2013,.

### Diez años y un día(depuis 2015)

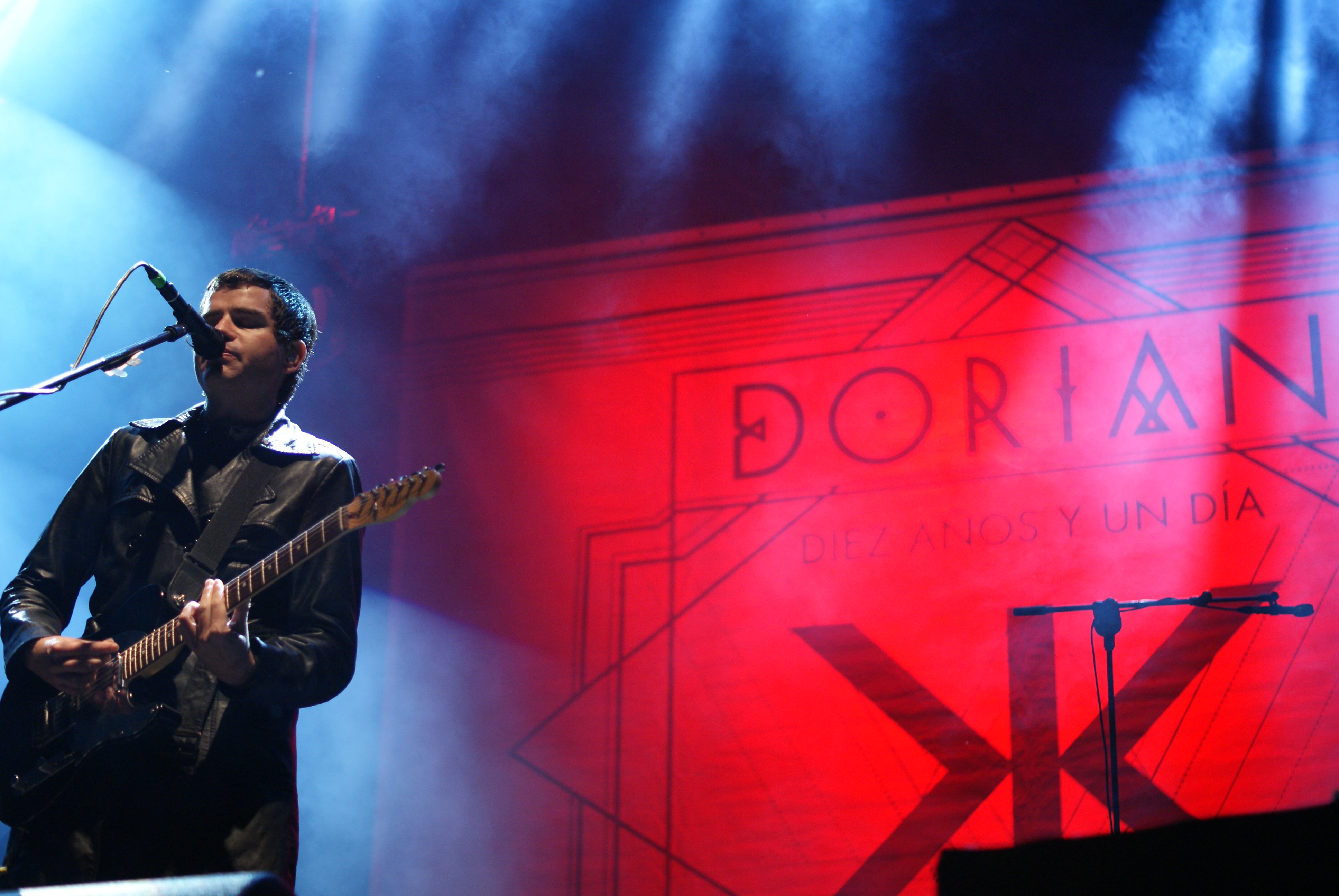
Marc Gili au festival Palencia Sonora, en 2016.

En 2015, Dorian célèbre ses dix premières années de parcours avec un album spécial, Diez años y un día,,. Il s'agit d'un album unplugged dans lequel le groupe revoit en acoustique certains de ses morceaux les plus emblématiques, tels que Cualquier otra parte, Verte amanecer, El Temblor, Los Amigos que perdí et La Tormenta de arena. L'album est complété par deux morceaux inédits : Arrecife (qui ouvre l'album) et Ara, une chanson chantée en catalan, dans laquelle le groupe s'attaque à la profonde déconnexion qui se passe en Europe et en Espagne entre la classe politique et les peuples.
L'album comprend une version de Los Amigos que perdí chantée en duo avec Santi Balmes, chanteur de Love of Lesbian, et un autre de El Temblor, avec la chanteuse mexicaine Marion Sosa, membre du duo mexicain Love la Femme. Diez años y un día atteint le top 10 en Espagne et dans de nombreux pays.
En 2018, le groupe publie le clip de son morceau Noches blancas.

## Discographie

### Albums studio
- 2004 : 10.000 metrópolis
- 2005 : 10.000 metrópolis vs. 10.000 metrópolis remixes (double CD)
- 2006 : El Futuro no es de nadie
- 2009 : La Ciudad subterránea
- 2013 : La Velocidad del vacío[16]
- 2015 : Diez años y un día
- 2016 : En directo en Arenal Sound: Diez años en un día

### Singles
- 2003 : Solar
- 2006 : Te echamos de menos
- 2007 : Cualquier otra parte
- 2007 : Tan lejos de ti
- 2008 : Más problemas
- 2009 : La tormenta de arena
- 2010 : Paraísos artificiales

### Clips
- 2007 : Cualquier otra parte
- 2007 : Tan lejos de ti
- 2008 : Más problemas
- 2009 : La tormenta de arena
- 2010 : Paraísos artificiales
- 2010 : La mañana herida
- 2013 : El temblor
- 2013 : El sueño eterno
- 2013 : Soda Stereo
- 2015 : Arrecife
- 2015 : Los amigos que perdí (feat. Santi Balmes de Love of Lesbian)
- 2015 : Cualquier otra parte (feat. Daniel Brühl et María Valverde)